# Laura Mancini
Laura Mancini (6. května 1636, Řím – 8. února 1657, Paříž) byla neteř kardinála Mazarina. Byla nejstarší z pěti sester Manciniových, známých společně se svými dvěma sestřenicemi z rodiny Martinozzi u dvora Ludvíka XIV. jako Mazarinettes nebo les petites Mazarines (malé Mazarinky). Provdala se za Ludvíka, vévodu z Vendôme, vnuka francouzského krále Jindřicha IV. a stala se matkou velkého generála de Vendôme.

## Život
Laura se narodila jako nejstarší dítě Lorenza Manciniho a jeho manželky Geronimy Mazzarini. Na počest svojí babičky z otcovy strany, Vittorie Capoccii, přijala jméno Vittoria. Po smrti otce v roce 1650 rodina opustila Řím a odjela na pozvání matčina bratra, francouzského hlavního ministra kardinála Mazarina, do Francie. Doprovázely je dvě jejich sestřenice z rodiny Martinozzi, Laura a Anna Marie. Rodina se usadila v Palais Royal v Paříži, domově královny Anny a jejích synů krále Ludvíka XIV. a vévody Filipa Orleánského.
Laura měla čtyři mladší sestry:
- Olympie (1638–1708), manželka hraběte Evžena Mořice Savojského a matka slavného rakouského generála Evžena Savojského;
- Marie (1639–1715), první láska Ludvíka XIV. a manželka knížete Lorenza Onofria Colonny;
- Hortenzie (1646–1699), manželka Armanda Charlese de La Porte de La Meilleraye a milenka anglického krále Karla II.;
- Marie Anna (1649–1714), manželka vévody Godefroye Maurice de La Tour d'Auvergne, synovce maršála de Turenne.

Sestry Manciniovy měly také tři bratry: Paula (1636-1652), vévodu z Nevers Filipa (1641–1707) a Alfonse (1644–1658). Původně byla Laura zasnoubena s Louisem Charlesem de Nogaret de La Valette, vévodou z Candale. Sňatek se neuskutečnil a Laura se nakonec provdala za Ludvíka Bourbona, vévodu z Mercœur. Mladý Ludvík byl synem vévody z Vendôme, nemanželského syna francouzského krále Jindřicha IV. a Gabriely d'Estrées.
Svatba se konala v Palais Royal ve francouzském hlavním městě 4. února 1651 a Laura se tak stala vévodkyní z Mercœur. Sňatkem s legitimizovaným princem královské krve také získala titul Jasnost. Měla však nižší postavení, než sestřenice kněžna de Conti, která se provdala za legitimního prince. Mladý vévoda se do své manželky okamžitě zamiloval a jeho láska byla opětována. Následovali rychle po sobě narození tři synové. Louis Nejstarší z nich se stal slavným velitelem v devítileté válce a válce o španělské dědictví. Laura zemřela 8. února 1657 při porodu syna Julese Cézara, který byl pojmenován po dědečkovi z otcovy strany a matčinu strýci kardinálovi. Laura byla pohřbena v Paříži a její manžel odešel z veřejného života a stal se kardinálem. Výchovu dětem zajistil u Lauřiny sestry, vévodkyně z Bouillonu.

## Potomci
- Louis Joseph de Bourbon (1654–1712), vévoda z Vendôme, maršál a vojevůdce, ⚭ 1710 Marie Anna Bourbonská (24. února 1678 – 11. dubna 1718)
- Filip, vévoda z Vendôme (23. srpna 1655 – 24. ledna 1727), vekopřevor Maltézského řádu ve Francii, svobodný a bezdětný
- Jules César (1657–1660)

## Tituly a oslovení
- 6. května 1636 - 4. února 1651: Lady Laura Vittoria Mancini
- 4. února 1651 - 8. února 1657: Její Jasnost vévodkyně Mercœur